# Balz Weber
Balz Weber  (Schaffhausen, 20 januari 1981) is een Zwitserse mountainbiker. In 2003 werd hij wereldkampioen op het wereldkampioenschap voor jongeren onder de 23 jaar in Lugano. Tijdens datzelfde toernooi maakte hij deel uit van de estafetteploeg die de tweede plek behaalde.

## Ploegen
2000 -  Arrow Swiss Bike Team
2001 -  Arrow Swiss Bike Team
2002 -  Arrow Swiss Bike Team (MTB)
2004 -  Maxxis - MSC
2005 -  Univega Pro Cycling Team (MTB)
2006 -  Team Bikepark.ch - Tui
2007 -  Bikepark.ch - Tui
2008 -  Bikepark.ch - BMC
2009 -  DS Rennsport

## Belangrijkste overwinningen
2003
- EK mountainbike teamestafette

2005
- Zwitsers kampioenschap mountainbike (cross country)
- Zwitsers kampioenschap mountainbike (marathon)
- Martigny - Mauvoisin

2011
- Weiach